# I Can't Make You Love Me
I Can't Make You Love Me è un singolo della cantante statunitense Bonnie Raitt, pubblicato nell'ottobre 1991 come secondo estratto dall'undicesimo album in studio Luck of the Draw.

## Descrizione
Il brano è stato scritto da Mike Reid e Allen Shamblin.

## Tracce
1. I Can't Make You Love Me

## Critica
Il brano è incluso nella lista dei 500 migliori brani musicali secondo Rolling Stone, alla posizione #339.

## Cover
- Una cover di Prince è presente nel suo album Emancipation, uscito nel 1996.
- Nel 1997 il cantante George Michael ha pubblicato il singolo Older / I Can't Make You Love Me, in cui è presente la cover del brano come B-side.
- Il gruppo Boyz II Men ha inciso il brano nell'album Love del 2009.
- La cantante Adele, nel suo album dal vivo Live at the Royal Albert Hall (2011), ha incluso una sua versione della canzone.
- La cantante statunitense Kelly Clarkson ha inciso il brano nell'EP The Smoakstack Sessions, pubblicato nel 2011.

### Versione di Priyanka Chopra
Nel 2014 la modella, attrice e cantante indiana Priyanka Chopra, ha pubblicato una versione elettropop del brano in formato digitale.Nel video musicale prende parte l'attore Milo Ventimiglia